# Jacob Elordi
Jacob Nathaniel Elordi (Brisbane, Queensland, 26 de junio de 1997), es un actor australiano, conocido por interpretar a Noah Flynn en la franquicia de películas de Netflix The Kissing Booth (2018-2021), y Nate Jacobs en la serie Euphoria de HBO.

## Biografía
Elordi nació en Brisbane, Queensland, Australia, el 26 de junio de 1997. Sus padres son John y Melissa Elordi. Tiene tres hermanas mayores. Asistió a las escuelas secundarias católicas de St. Kevin, Melbourne y Saint Joseph, Nudgee en Brisbane.

## Carrera
La primera experiencia de Elordi en un set de filmación de Hollywood fue en Piratas del Caribe: La venganza de Salazar como extra. Su primer papel como actor fue en la película australiana Swinging Safari en 2018, interpretando el papel de Rooster. Elordi saltó a la fama interpretando a Noah Flynn en la película de comedia romántica de Netflix The Kissing Booth, que se estrenó en mayo de 2018. En 2019, Elordi protagonizó la película de terror The Mortuary Collection y comenzó a interpretar a Nate Jacobs en la serie de televisión de HBO Euphoria. Repitió el papel en la secuela The Kissing Booth 2, que se filmó a mediados de 2019 en Ciudad del Cabo y se estrenó en julio de 2020. También protagonizó la tercera película de la serie, The Kissing Booth 3, que se estrenó en Netflix el 11 de agosto de 2021.
En 2020 protagonizó la película 2 Hearts, que se hizo especialmente reconocida tres años después gracias a entrar en el catálogo de Netflix. En 2022 tuvo una participación en la cinta Deep Water, junto a Ana de Armas y Ben Affleck. Ya en 2023 obtuvo gran reconocimiento para la crítica especializada por sus papeles de Félix Catton en el drama Saltburn y a Elvis Presley en la película biográfica Priscilla.
En 2024 estrenó la película Oh, Canada, interpretando al joven Leonard Fife. Además, se anunció su fichaje para la película histórica On Swift Horses y como el Monstruo de Frankenstein en la próxima película de Guillermo del Toro Frankenstein.

## Filmografía

### Cine
| Año  | Título                        | Papel                       | Notas                            |
| ---- | ----------------------------- | --------------------------- | -------------------------------- |
| 2018 | The Kissing Booth             | Noah Flynn                  |                                  |
| 2018 | Swinging Safari               | Rooster                     |                                  |
| 2019 | The Mortuary Collection       | Jake                        |                                  |
| 2020 | The Kissing Booth 2           | Noah Flynn                  |                                  |
| 2020 | 2 Hearts                      | Christopher «Chris» Gregory |                                  |
| 2020 | The Very Excellent Mr. Dundee | Chase Hogan                 |                                  |
| 2021 | The Kissing Booth 3           | Noah Flynn                  |                                  |
| 2022 | Deep Water                    | Charlie De Lisle            |                                  |
| 2023 | The Sweet East                | Ian                         |                                  |
| 2023 | He Went That Way              | Bobby Falls                 | También productor ejecutivo      |
| 2023 | Saltburn                      | Felix Catton                |                                  |
| 2023 | Priscilla                     | Elvis Presley               |                                  |
| 2024 | Oh, Canada                    | Joven Leonard Fife          |                                  |
| 2024 | On Swift Horses               | Julius Walker               | También como productor ejecutivo |
| 2025 | Frankenstein                  | Monstruo                    | En rodaje                        |
| 2026 | Cumbres Borrascosas           | Heathcliff                  |                                  |

### Televisión
| Año           | Título              | Rol           | Notas                                |
| ------------- | ------------------- | ------------- | ------------------------------------ |
| 2019          | The Bend            | Lucas Jackson |                                      |
| 2019-presente | Euphoria            | Nate Jacobs   | Rol principal                        |
| 2024          | Saturday Night Live | Anfitrión     | Episodio "Jacob Elordi / Reneé Rapp" |